# Odaát (5. évad)
Az Odaát (Supernatural) ötödik évada 2009. szeptember 10-én indult az amerikai The CW csatornán.

## Epizódok
| Sor. | Év. | Cím                                                     | Rendező         | Író                                                                                 | Premier                                 | Nézettség |
| ---- | --- | ------------------------------------------------------- | --------------- | ----------------------------------------------------------------------------------- | --------------------------------------- | --------- |
| 85.  | 1.  | Barátság az ördöggel (Sympathy for the Devil)           | Robert Singer   | Eric Kripke                                                                         | 2009. szeptember 10. 2013. december 13. |           |
| 86.  | 2.  | Ha Isten velünk, ki ellenünk? (Good God, Y’All)         | Phil Sgriccia   | Sera Gamble                                                                         | 2009. szeptember 17. 2013. december 20. |           |
| 87.  | 3.  | Légy hű önmagadhoz! (Free to Be You and Me)             | J. Miller Tobin | Jeremy Carver                                                                       | 2009. szeptember 24. 2014. január 10.   |           |
| 88.  | 4.  | A vég (The End)                                         | Steve Boyum     | Ben Edlund                                                                          | 2009. október 1. 2014. január 17.       |           |
| 89.  | 5.  | Ledöntött bálványok (Fallen Idols)                      | James L. Conway | Julie Siege                                                                         | 2009. október 8. 2014. január 24.       |           |
| 90.  | 6.  | Teremtők (I Believe the Children Are Our Future)        | Charles Beeson  | Andrew Dabb & Daniel Loflin                                                         | 2009. október 15. 2014. január 31.      |           |
| 91.  | 7.  | Halálos tét (The Curious Case Of Dean Winchester)       | Robert Singer   | Történet: Sera Gamble & Jenny Klein Forgatókönyv: Sera Gamble                       | 2009. október 29. 2014. február 7.      |           |
| 92.  | 8.  | Szemfényvesztő (Changing Channels)                      | Charles Beeson  | Jeremy Carver                                                                       | 2009. november 5. 2014. február 14.     |           |
| 93.  | 9.  | Az igazi szellemirtók (The Real Ghostbusters)           | James L. Conway | Történet: Nancy Weiner Forgatókönyv: Eric Kripke                                    | 2009. november 12. 2014. február 21.    |           |
| 94.  | 10. | Hagyj fel minden reménnyel! (Abandon All Hope)          | Phil Sgriccia   | Ben Edlund                                                                          | 2009. november 19. 2014. február 28.    |           |
| 95.  | 11. | Az őrület határán (Sam, Interrupted)                    | James L. Conway | Andrew Dabb & Daniel Loflin                                                         | 2010. január 21. 2014. március 7.       |           |
| 96.  | 12. | Testcsere (Swap Meat)                                   | Robert Singer   | Történet: Julie Siege & Rebecca Dessertine & Harvey Fedor Forgatókönyv: Julie Siege | 2010. január 28. 2014. március 14.      |           |
| 97.  | 13. | Lejárt lemez (The Song Remains The Same)                | Steve Boyum     | Sera Gamble & Nancy Weiner                                                          | 2010. február 4. 2014. március 21.      |           |
| 98.  | 14. | Véres Valentin (My Bloody Valentine)                    | Mike Rohl       | Ben Edlund                                                                          | 2010. február 11. 2014. március 28.     |           |
| 99.  | 15. | Halott férfi nem hord zakót (Dead Man Don’t Wear Plaid) | John Showalter  | Jeremy Carver                                                                       | 2010. március 25. 2014. április 4.      |           |
| 100. | 16. | A Hold sötét oldala (Dark Side of the Moon)             | Jeff Woolnough  | Andrew Dabb & Daniel Loflin                                                         | 2010. április 1. 2014. április 11.      |           |
| 101. | 17. | Probléma (99 Problems)                                  | Charles Beeson  | Julie Siege                                                                         | 2010. április 8. 2014. április 18.      |           |
| 102. | 18. | Ahonnan nincs visszatérés (Point of No Return)          | Phil Sgriccia   | Jeremy Carver                                                                       | 2010. április 15. 2014. április 25.     |           |
| 103. | 19. | Az istenek kalapácsa (Hammer of the Gods)               | Rick Bota       | Történet: David Reed Forgatókönyv: Andrew Dabb & Daniel Loflin                      | 2010. április 22. 2014. május 2.        |           |
| 104. | 20. | Ismeretlen ismerős (The Devil You Know)                 | Robert Singer   | Ben Edlund                                                                          | 2010. április 29. 2014. május 9.        |           |
| 105. | 21. | Két perc múlva éjfél (Two Minutes To Midnight)          | Phil Sgriccia   | Sera Gamble                                                                         | 2010. május 6. 2014. május 16.          |           |
| 106. | 22. | Hattyúdal (Swan Song)                                   | Steve Boyum     | Történet: Eric Gewitz Forgatókönyv: Eric Kripke                                     | 2010. május 13. 2014. május 23.         |           |